# Ilustrator
Ilustrator ili ilustratorica nazivi su za likovne umjetnike koji su se specijalizirali za stvaranje slika povezanih s nekim tekstom, najčešće knjigom ili romanom. Ilustracija je najčešće namijenjena za bolje razumijevanje nekog teksta, iako može biti ostvarena iz sasvim estetskih razloga s ciljem poboljšanja vizualne ljepote npr. čestitki i razglednica. Također može biti na koricama neke knjige ili časopisa, ili kao reklama ili poster.
Većina ilustratora bavi se ilustriranjem dječjih knjiga, poslije toga dolazi reklame, novine i časopisi. Ilustratori za svoje radove najčešće koriste olovku i tuš, iako su dozvoljene i druge tehnike.
Pojava računala ozbiljno mijenja ilustratorsku industriju, i danas uz pomoć računala stvaraju se i dorađuju većina ilustriranih crteža. Najčešći takvi programi su Adobe Photoshop, Adobe Illustrator, Corel Painter, itd.
U svakome slučaju, tradicionalne ilustratorske tehnike su još uvijek popularne i to većinom za ilustraciju knjiga. Vodene boje, uljene boje, pastele, drvene gravure, olovka i tuš su samo neke od mnogobrojnih tehnika koje upotrebljavaju ilustratori.
Usprkos postojanju dizajnerskih i umjetničkih škola koji obučavaju profesionalne ilustratore, tim poslom se mogu baviti i slobodni umjetnici, kao i ljudi drugih zanimanja pod uvjetima da se njihove ponude svide urednicima magazina, izdavačima knjiga i sl.

## Specijalizirani ilustratori
- Znanstveni ilustratori mogu nacrtati ilustraciju koja predstavlja neki vizualni znanstveni koncept. Oni mogu, npr. nacrtati kosti fosila i druge predmete koje bi paleontolog našao, a može predstavljati i neku izumrlu životinju po podatcima koji bi mu dostavio znanstvenik. Takvi crteži naročito privlače djecu, koja kroz taj način lakše uče i pomoću ilustracija vide kako je izgledala životinja dok je postojala.
- Medicinski ilustratori stvaraju grafikone o ljudskoj anatomiji. Pomoću njihovih slika, budući medicinari uče o ljudskome tijelu i unutrašnjim organima.

## Vanjske poveznice
- Directory of Illustration
- Illustratörcentrum
- Society of Illustrators
- American Illustration
- Communication Arts
- Society of Children’s Book Writers and Illustrators
- San Francisco Society of Illustrators
- Society of Illustrators of Los Angeles
- The Association of Illustrators
- The Illustrators Partnership of America
- AIIQ – l’Association des Illustrateurs et Illustratrices du Québec
- Colorado Alliance of Illustrators
- The Association Archaeological Illustrators and Surveyors
- Guild of Natural Science Illustrators
- The Association of Medical Illustrators
- Guild of Natural Science Illustrators-Northwest
- Illustrators Australia
- French illustrators